# Comuna Klîmentove, Bârzula
Klîmentove (în ucraineană Климентове) este o comună în raionul Bârzula, regiunea Odesa, Ucraina, formată din satele Domnița, Klîmentove (reședința) și Velîke Burîlove.

## Demografie
Componența lingvistică a comunei Klîmentove
     Ucraineană (71,36%)
     Română (18,4%)
     Rusă (9,2%)
     Alte limbi (0,6%)
Conform recensământului din 2001, majoritatea populației comunei Klîmentove era vorbitoare de ucraineană (71,36%), existând în minoritate și vorbitori de română (18,4%) și rusă (9,2%).